# هارولد إف. كلايتون
هارولد إف. كلايتون (بالإنجليزية: Harold F. Clayton)‏ هو نحات أمريكي، ولد في 9 مايو 1954، وتوفي في 26 مايو 2015 في دالاس في الولايات المتحدة.